# 土壤氣體
土壤氣體是土壤結構組成空間的間隔中所存在的氣體。在一般土壤中，主要的氣體包含了氮氣、二氧化碳和氧氣。當中的氧氣至關重要，因為植物根系和土壤中微生物的呼吸都需要氧氣。其他的一般土壤氣體是甲烷和氡氣。一些地下環境會透過土壤擴散污染氣體，例如垃圾掩埋場的廢物、採礦和石油所產生的有機揮發物。土壤氣體可以擴散到建築物中，這些污染物的主要是會導致癌症的放射性氡，另外是的土壤氣體是甲烷，只要含有濃度4.4％可被點燃。
土壤氣體因水排或是植物根部吸收使氣體從土壤孔隙中除去，不然土壤結構的孔隙被氣體填滿的。土壤中孔隙所構成的「換氣網絡」使能使空氣流通。當水進入土壤孔隙時，這個「換氣網絡」會被堵塞。 不僅是土壤氣體和土壤水分是劇烈動態變化，且往往是呈負相關的。
氣體在土壤和大氣中的分別組成比例：
| 組成比例 | 土壤氣體（％） | 大氣（％） |
| -------- | -------------- | ---------- |
| 氮氣     | 79.2           | 79.0       |
| 氧氣     | 20.6           | 20.9       |
| 二氧化碳 | 0.25           | 0.04       |

在土壤中，通過擴散產生氣體的運動，導致分子從高濃梯度往低濃度的運動，能用菲克定律來解釋。

## 人為影響
土壤因人為夯實、輾壓、踩踏等影響，長期下來使土壤結構逐漸密實，而使結構孔隙降低，成為土壤氣體總體下降，進而造成缺氧土壤使樹木根系長期在生死之間，易受病菌入侵，無抵抗能力，樹勢逐漸衰弱、死亡。